# Quarry (Terre-Neuve-et-Labrador)
Pour les articles homonymes, voir Quarry.
Quarry est un hameau, situé sur l'Île de Terre-Neuve, dans la province de Terre-Neuve-et-Labrador, au Canada.